# ヴェンチュリ
ヴェンチュリ（Venturi）は、モナコに本社を置く自動車メーカーである。1984年にフランス人エンジニア、クロード・ポワローとジェラール・ゴッドフロワによってMVS（Manufacture de Voitures de Sport - スポーツカー製造会社の略）として設立された。その後、ヴェンチュリは2000年に倒産。同年モナコの、ギルド・パランカ・パストールがヴェンチュリを買収した。現在は高性能電気自動車（EV）の開発を専門としている。

## 歴史
1984年、フランスのユーリエの元エンジニアである、クロード・ポワローとジェラール・ゴッドフロワによって設立。
1986年に初となるミッドシップスポーツカー「MVS・ヴェンチュリ」を発表。1994年「400GT」を発表。
2000年に倒産後、モナコのギルド・パランカ・パストールは、ヴェンチュリを買収し、EVの開発に注力した。そして2005年にEVのスポーツカー「フェティッシュ」を発表した。
2010年6月2日に、オートバイメーカー、ヴォクサンの買収を発表した。

## 車種一覧

### 市販車
- MVS・ヴェンチュリ
- ヴェンチュリ・アトランティック
- ヴェンチュリ・400GT

### レーシングカー
- 400 トロフィー
- ヴェンチュリ・500LM（フランス語版）
- ヴェンチュリ・600LM
- ヴェンチュリ・600SLM（フランス語版）

### コンセプトカー
- ヴェンチュリ・フェティッシュ（英語版）
- ヴェンチュリ・ヘリテージ GT3
- ヴェンチュリ・Eclectic（英語版、フランス語版）
- ヴェンチュリ・アストロラボ（英語版、フランス語版）
- ヴェンチュリ・ヴォラージュ（フランス語版）
- ヴェンチュリ・Eclectic 2.0
- ヴェンチュリ・Buckeye Bullet（英語版）
- ヴェンチュリ・Jamais Contente（イタリア語版）
- ヴェンチュリ・フェティッシュII
- ヴェンチュリ・アメリカ（フランス語版）
- ヴェンチュリ・Antarctica

## 日本での販売

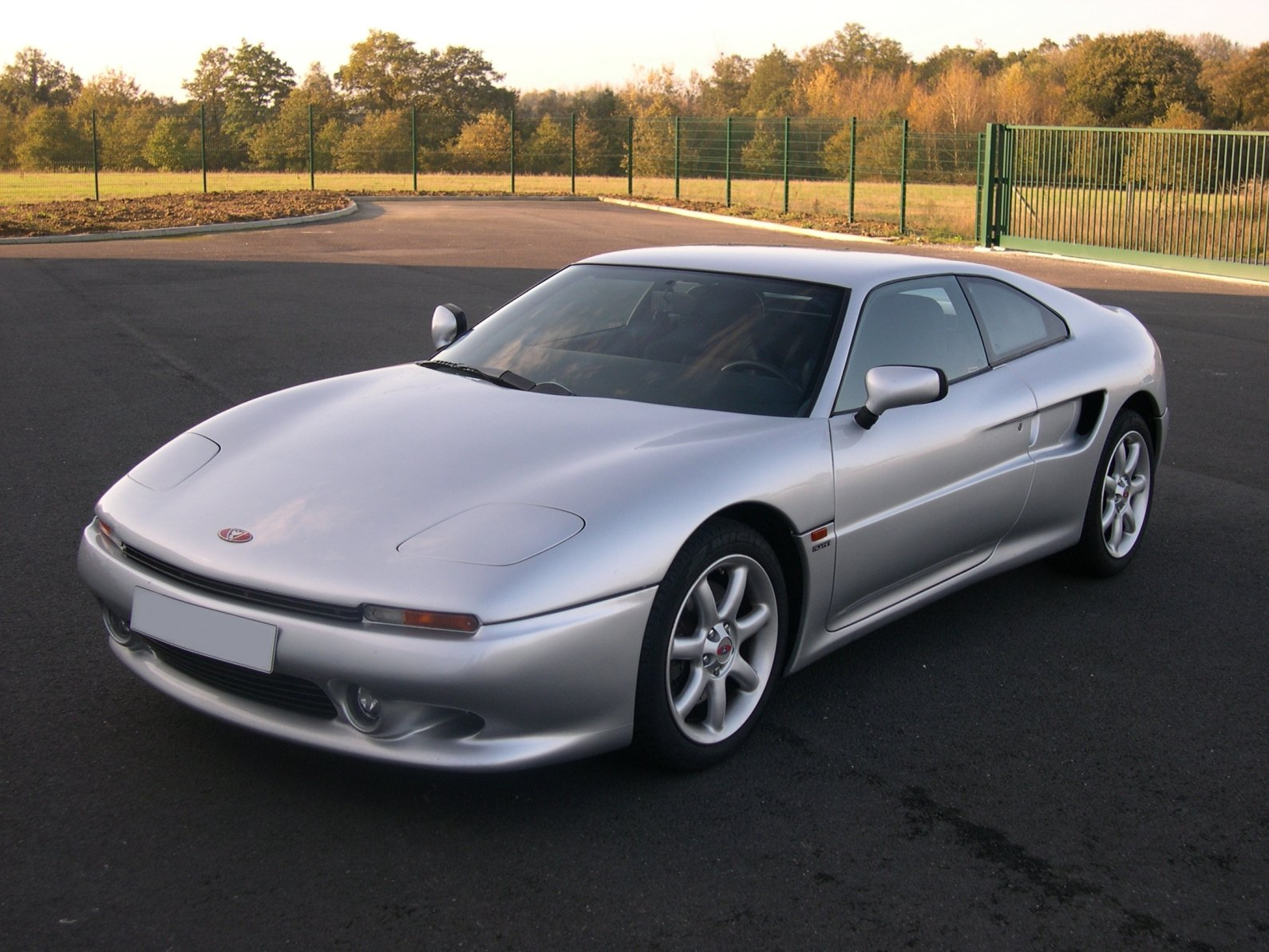
アトランティーク300

2000年頃、当時アストンマーティンの輸入代理店であったアトランティック商事が、豪華仕様でATを装備したモデル「アトランティーク」と、MT装備で本格スポーツモデル「アトランティーク300」を輸入・販売していた。右ハンドル仕様も用意された。
また、『ベストモータリング』1993年2月号にチャレンジ400が登場している（ドライバーは清水和夫）。

## レース活動

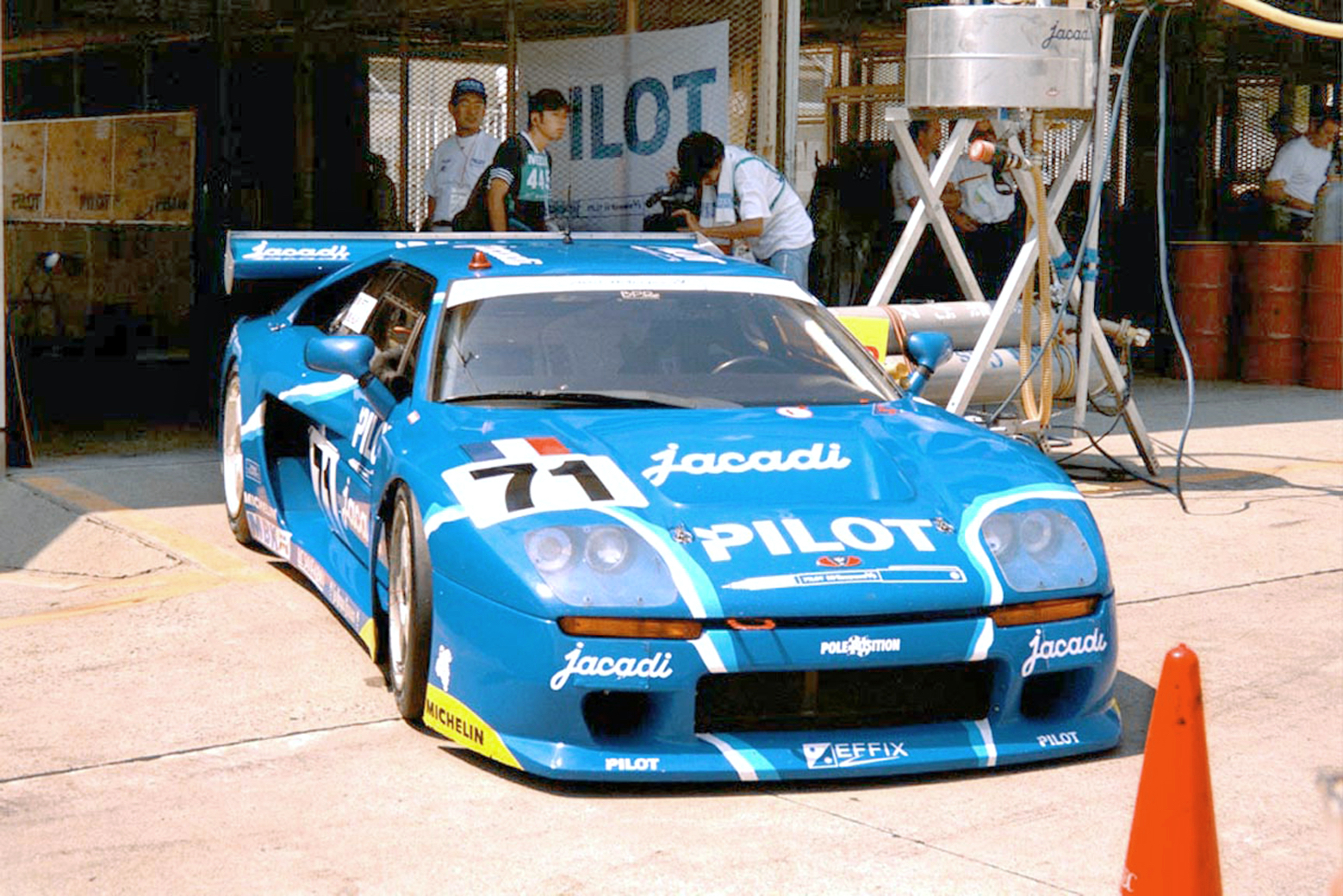
ヴェンチュリ・600LM 鈴鹿1000km（1994年）

1992年には、鈴木亜久里や片山右京が在籍したことで知られるF1のラルースチームのオーナーになる。しかし1シーズン限りで撤退、ヴェンチュリー・LC92は、ランボルギーニ製エンジンを搭載するなど、市販車との関係は無いに等しかった。
同年、当時ヴェンチュリの競技部門のディレクターで、後にSROモータースポーツグループを創設した、ステファン・ラテルは、ヴェンチュリ・400 トロフィーで、ワンメイクレースのジェントルマン・ドライバーズ・トロフィーを開催した。
1993年にはル・マン24時間レースに初出場し、その後BPRグローバルGTシリーズにも、600LMで参戦し、数年プライベーターを中心に参戦した。

### フォーミュラE

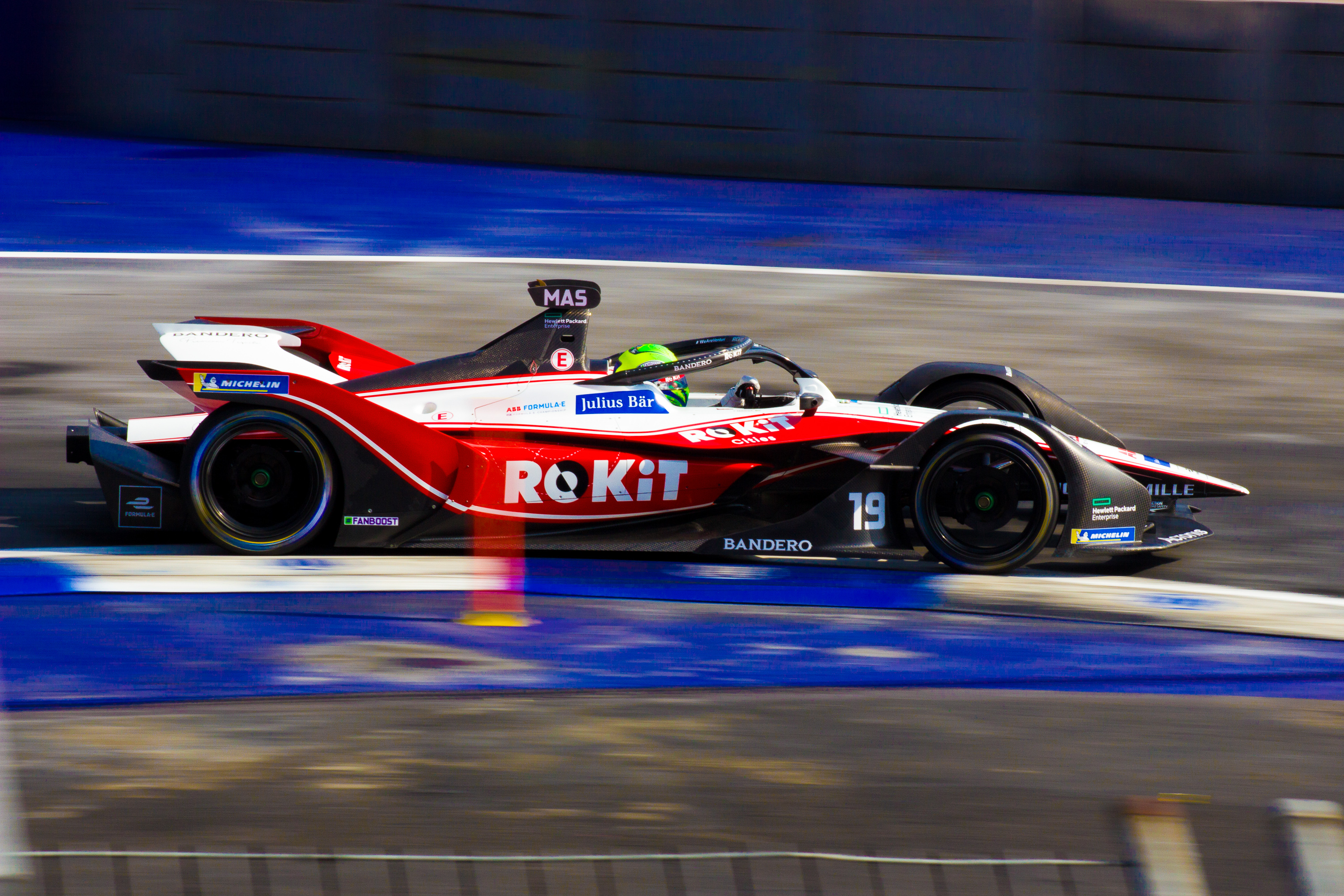
2020年

2014年9月、新たに開催されるフォーミュラEに、レオナルド・ディカプリオとタッグを組んで参戦を開始した。
2015-16年シーズンから、独自のパワートレインを使用。2019-20年シーズンから、メルセデスAMG・HPP製パワートレインを使用した。
2020年12月、スコット・スウィッドとホセ・マリア・アスナル・ボテラが率いる米国の投資家グループにチームの過半数の株式を売却した。
2022年4月、ヴェンチュリー・レーシングは、2022-2023年シーズンから参戦を開始するマセラティと提携を発表。ヴェンチュリーのモナコ・スポーツ・グループ（MSG）へのブランド変更により、マセラティ・MSG・レーシングとして参戦する。また、パワートレインは同じステランティスグループのDSオートモビルズ製（DS E-Tense FE 23）を使用する。

## ギャラリー

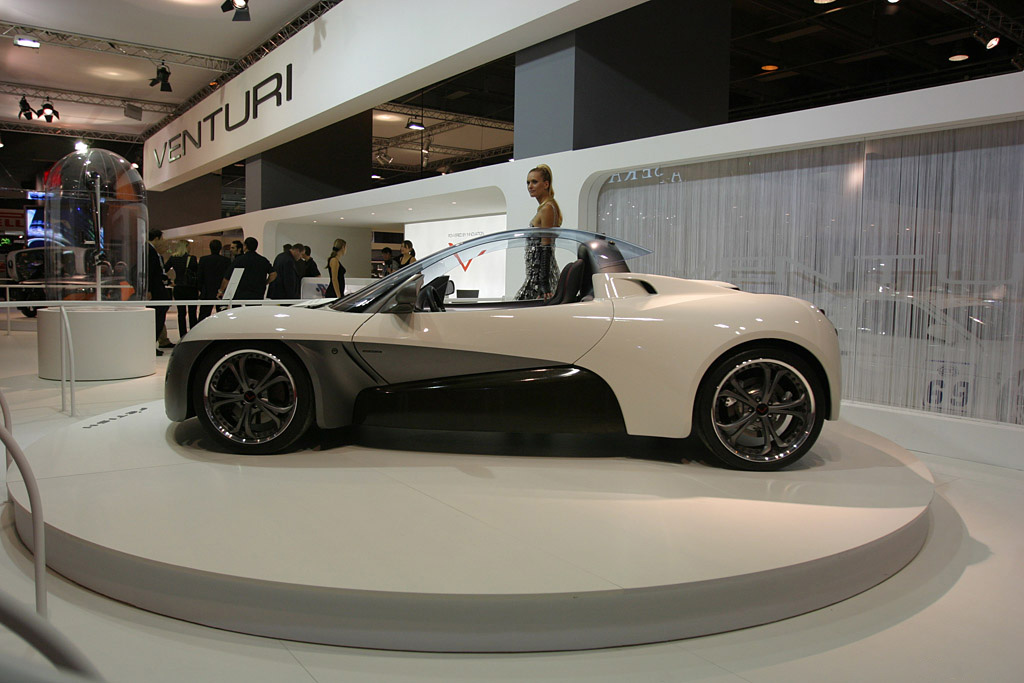
ヴェンチュリ・フェティッシュ、パリ・モーターショーにて
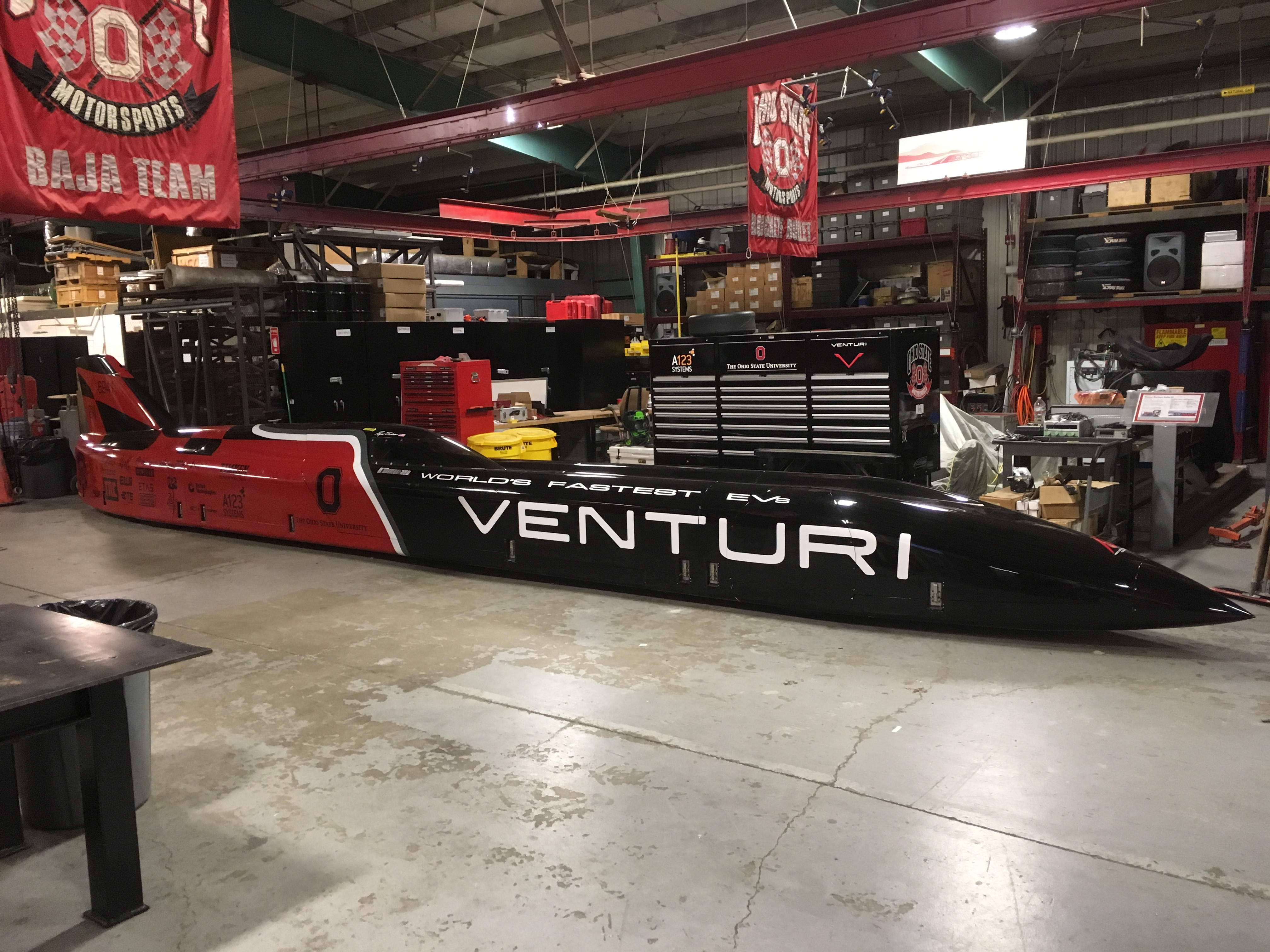
魚雷型高速電気自動車、VBB-3
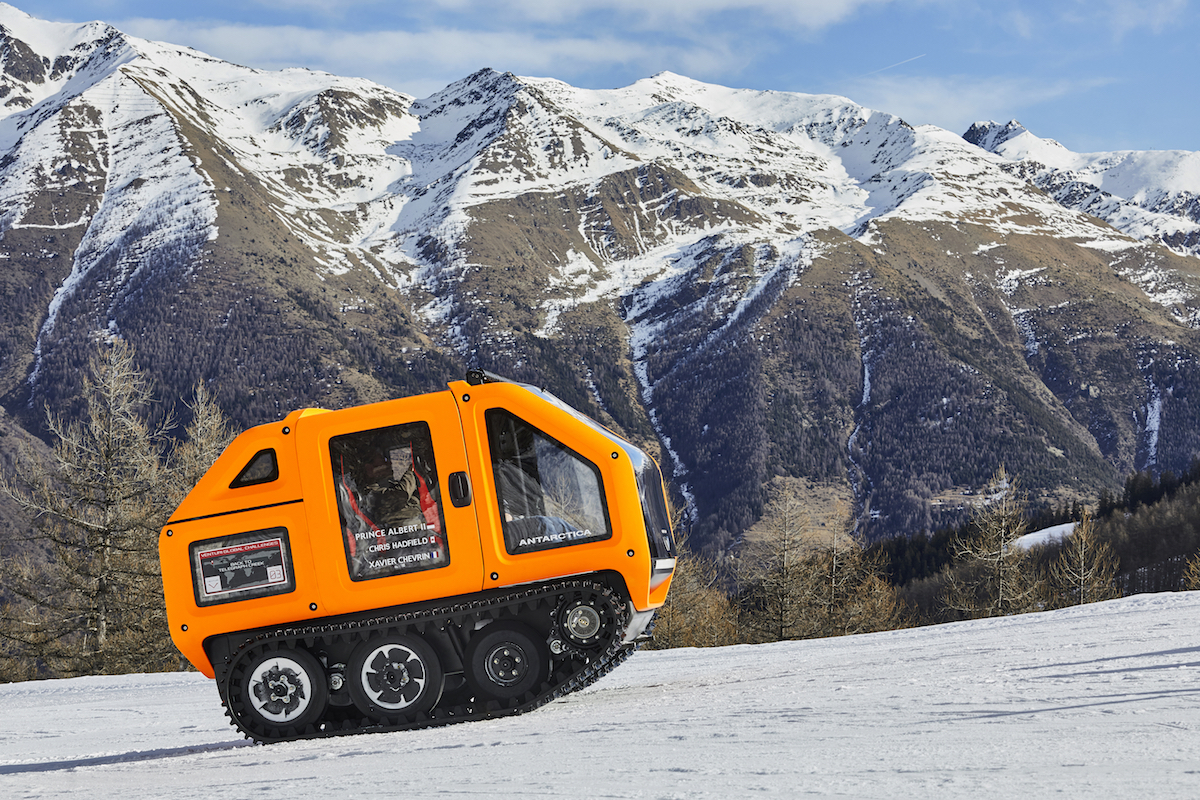
ヴェンチュリ南極車輌
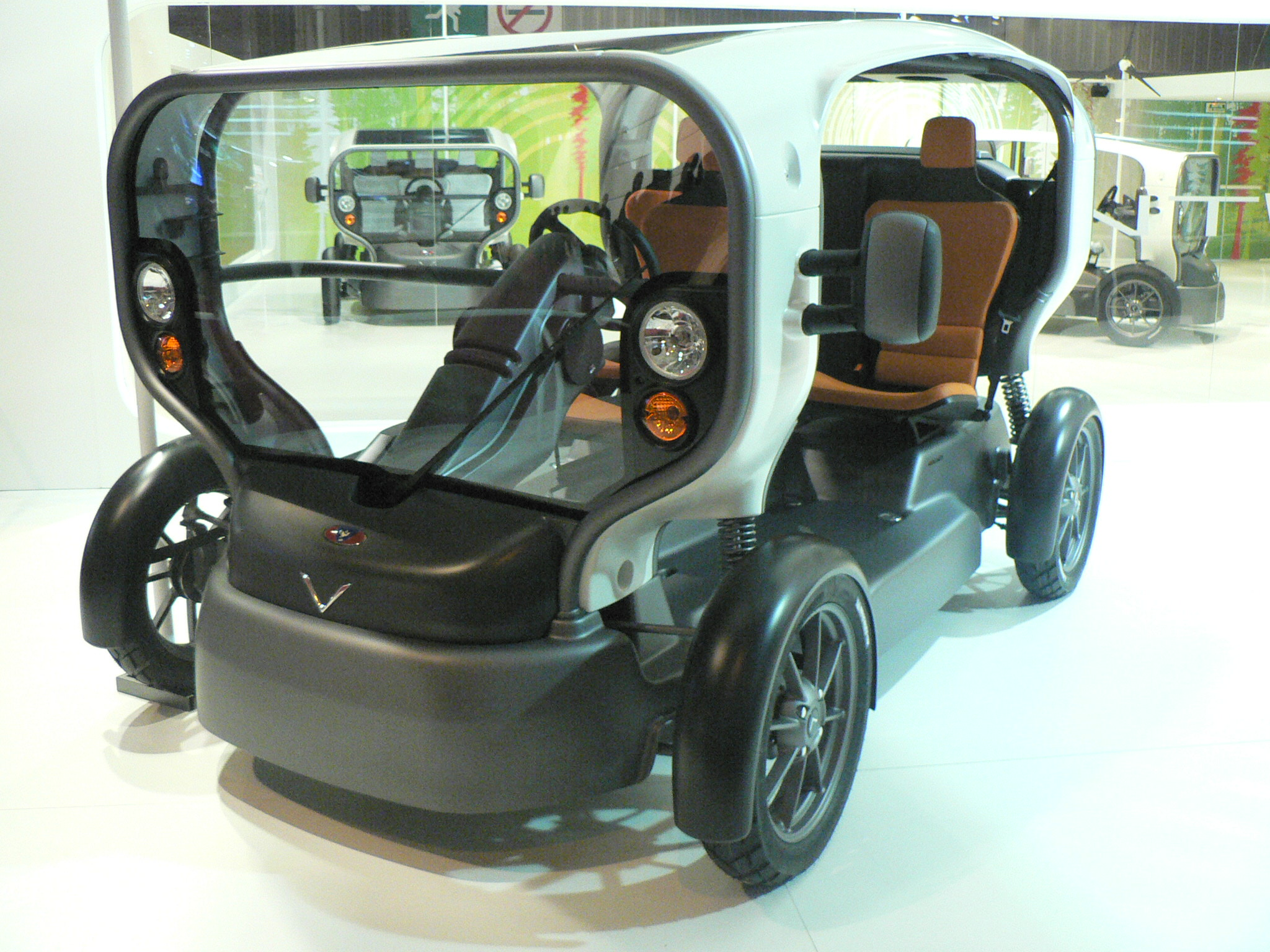
エクレクティック
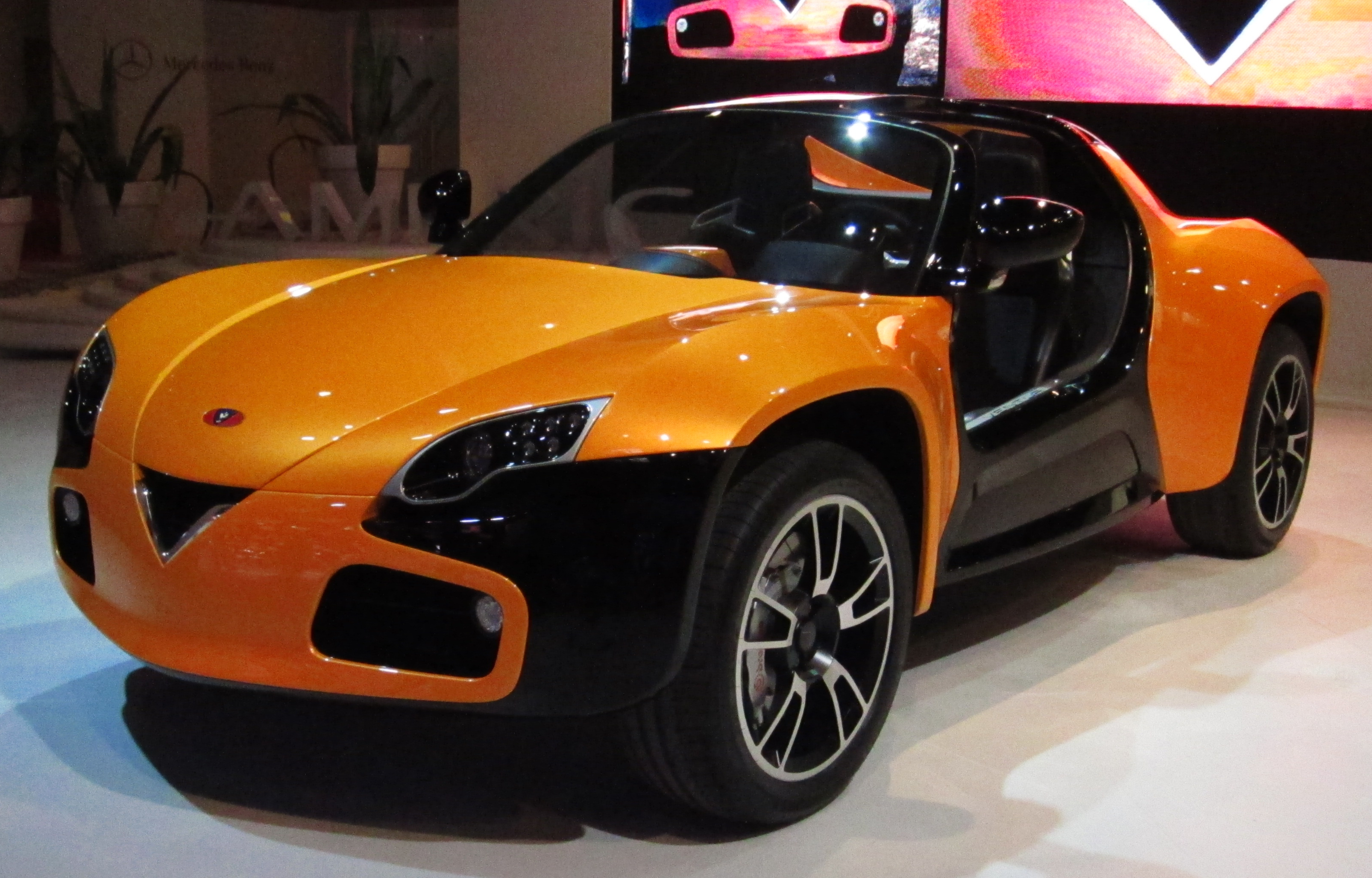
ヴェンチュリ・アメリカ